# Verfassung der Republik Venedig

Wappen der Republik Venedig

Die Entwicklung der Verfassung der Republik Venedig war im Wesentlichen mit der so genannten Schließung des Großen Rates (serrata) im Jahre 1297 abgeschlossen. Mit der serrata wurde der größte Teil der Bevölkerung dauerhaft von der Teilnahme an der Macht ausgeschlossen und eine oligarchische Herrschaft eines geschlossenen Kreises von Adelsfamilien installiert (siehe: Patriziat von Venedig).
Bis zum Ende der Republik 1797 blieb das Regierungssystem in seinen wesentlichen Grundzügen bestehen, allerdings wurde es im Laufe der Jahrhunderte durch Gründung zahlreicher Unterbehörden mit wechselnden und nicht immer genau definierten Zuständigkeiten ergänzt. Triebkräfte der Verfassungsentwicklung waren die Verhinderung einer Erbmonarchie sowie das Herstellen der Machtbalance zwischen den einflussreichen Adelsfamilien und den einzelnen Regierungsorganen. Alle Staatsämter, die mit Kompetenzen verbunden waren, wurden nur auf kurze Zeit vergeben, umgekehrt hatten die auf Lebenszeit bestellten Staatsorgane, wie der Doge und die Prokuratoren, kaum Kompetenzen und wurden überdies scharf kontrolliert.
Die mit Machtkompetenzen ausgestatteten Organe kontrollierten sich gegenseitig und wurden überdies vom Rat der Zehn überwacht. Die Beschlüsse und Erlasse der Organe wurden von den drei Avogadori di commun auf ihre Rechtmäßigkeit überprüft. Kirchliche Amtsträger durften keine Staatsämter in der Republik bekleiden, im Gegenteil schuf die Republik eigene Aufsichtsbehörden über kirchliche Einrichtungen, wie etwa die Klöster (Provveditori sopra i Monasteri). Bemerkenswert im Vergleich zu Verfassungen moderner Republiken war die nur wenig scharfe Trennung von Legislative und Exekutive, ebenso fließend war die Grenze zwischen Judikative und Legislative. Die Wirkungskreise wurden mit Absicht nicht abgegrenzt, sondern gesetzgebende, ausübende und richterliche Gewalt von jedem der Magistrate irgendwie geübt.
Die Institutionen veränderten und entwickelten sich während der gesamten Geschichte Venedigs. Beachtet wurde dabei stets das Prinzip einer sorgfältigen Austarierung von Macht und gegenseitiger Kontrolle der verschiedenen Gremien; dieses Prinzip halten Historiker als Ursache für die einzigartige Stabilität dieses Staates im unruhigen Europa.
Die frühen Institutionen sind mangels Dokumenten nur wenig erforscht, erst ab dem frühen 13. Jahrhundert existieren umfangreiche schriftliche Quellen. Die Verfassung und die Innen- und Außenpolitik sind seit dieser Zeit reich mit Urkunden und verschiedensten schriftlichen Quellen belegt. Lücken gibt es nur wenige. In der Dichte und ihrem Reichtum ist die Quellenlage wohl nur mit der des Vatikans zu vergleichen.

## Der Große Rat

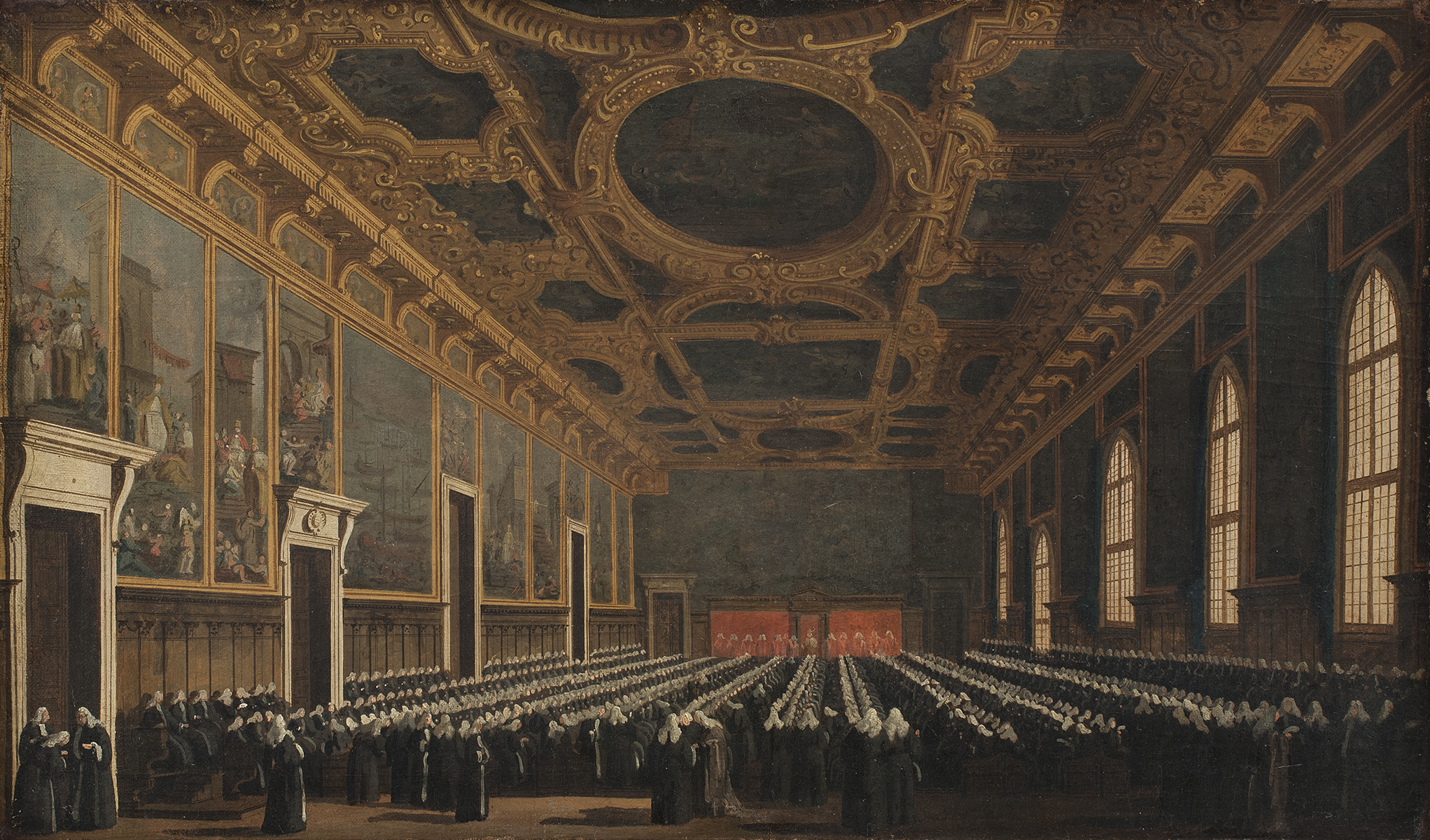
Canaletto - The Doge and Grand Council in Sala del Maggior Consiglio

Zwischen 1132 und 1148 wurde der Alleinherrschaft des Dogen ein Gremium gegenübergestellt, aus dem sich der Große Rat entwickelte. 1297 kam es zur serrata, der so genannten Schließung des Großen Rates. Hiermit wurde eine Entwicklung eingeleitet, in deren Folge der Zugang zum Großen Rat mit dem Recht aktiver und passiver Wahl des Dogen sowie der Regierungsämter auf eine feste Anzahl von Familien beschränkt wurde. Diese wurden mit ihren männlichen Nachkommen seit 1506 in das später so genannte Goldene Buch eingetragen. Die Mitglieder des Großen Rates, des maggior consiglio, gehörten diesem auf Lebenszeit an. Der Große Rat war keine eigentliche Legislative, musste jedoch zu allen Gesetzesvorlagen gehört werden.

### Mitglieder
Seit dem 13. Jahrhundert gehörten dem Großen Rat die männlichen Familienangehörigen der in der serrata festgelegten Adelsfamilien an, die mindestens 20 Jahre alt waren, später wurde das Alter auf 25 Jahre erhöht. Uneheliche Söhne waren ab 1376 per Gesetz ausgeschlossen. Seit 1315 wurde über die Zugehörigkeit Buch geführt.
Neuaufnahmen in den Rat waren selten; nach dem Chioggia-Krieg 1378–1381 gegen Genua wurden 30 neue Familien aufgenommen, die so genannten case nuove („neue Häuser“) im Unterschied zu den alten tribunizischen Familien, den case vecchie („alte Häuser“). Ein letzter größerer Zugang erfolgte im Rahmen der Türkenkriege des 17. Jahrhunderts mit der Aufnahme der case novissime („neueste Häuser“). Zulassung war in Einzelfällen, meistens unter Zahlung erheblicher Summen, möglich.
Um 1200 wenig mehr als 40 Mitglieder umfassend, wuchs der Große Rat auf über 2700 Mitglieder im Jahre 1527 an.
Die Mitgliedschaft konnte auch an Nicht-Venezianer ehrenhalber verliehen werden.

### Rechte und Pflichten
Der Große Rat setzte die venezianischen Behörden ein und legte deren Kompetenzen fest. Er konnte Gesetze erlassen. Er wählte den Dogen, die politischen Räte, den Großkanzler (Cancelliere grande) und die Behördenleiter. Die hohen Amtsträger (baili und podestà, Botschafter) im Ausland und auf der Terraferma wurden vom Großen Rat bestimmt, ebenso der Oberbefehlshaber der Marine und die Galeerenkommandanten. Es gab keine Anwesenheitspflicht, die wegen der Geschäftstätigkeit der Nobili und ihrer auswärtigen Ämter und Funktionen grundsätzlich nicht möglich war. Das wichtigste Recht des Rates war die Entscheidung über Krieg und Frieden.
Die Mitglieder des Rates durften keine Lehen, Ländereien, Gehälter oder Geschenke annehmen. Botschafter durften zwar Geschenke annehmen, mussten sie aber dem Staat abliefern.

## Der Doge

Tizian: Der Doge Andrea Gritti

Oberhaupt der Republik war der Doge. Die Bezeichnung Doge wird abgeleitet aus dem lateinischen dux (Führer, Feldherr, Fürst), dem Titel für den Befehlshaber einer Grenzprovinz des Römischen Reichs. Nach dessen Ende waren Teile Oberitaliens und Venetiens im Besitz von Byzanz verblieben. Venetien gehörte zum Exarchat von Ravenna, und der Doge war der lokale Stellvertreter des byzantinischen Statthalters. Im Zuge der Eroberung Oberitaliens durch das Langobardische Reich gelangte Venedig in die strategische Position eines Außenpostens von Byzanz. In dieser prekären Lage erreichten die Veneter im Lauf der Zeit eine Ausdehnung ihrer Rechte und eine allmähliche Emanzipation von Byzanz. Nach der Tradition gilt Orso Ipato als erster von der Volksversammlung (arrengo) frei gewählter Doge von Venedig.
Nachdem die folgenden Dogen teils in ungeordneten Versammlungen, nach gewaltsamer Vertreibung oder Ermordung des Amtsinhabers bzw. im Zeichen brutaler Geschlechterkämpfe um die Vorherrschaft einer Familie gewählt worden waren und es immer wieder zu Gewaltausbrüche zwischen dem Adel und der Stadtbevölkerung gekommen war, kam es unter dem Dogen Sebastiano Ziani zu einer ersten umfassenden Verfassungsreform. Neben der Konstituierung des Großen Rates, des Kleinen Rates und des Rates der Vierzig wurde eine Wahlordnung erlassen, nach der der Doge nicht mehr durch den arrengo, sondern durch Wahlmänner gewählt wurde.

### Das Wahlverfahren

Die Nominierung des Dogen von Venedig nach dem Protokoll von 1268.

Das seit Anfang des 13. Jahrhunderts eingeführte Wahlverfahren wurde bis zum Ende der Republik in seinen Grundzügen nicht mehr geändert.
Allerdings wurde es im Laufe der Zeit immer komplizierter und ausgefeilter. Genügten 1172 bei der Wahl des 39. Dogen, Sebastiano Ziani, noch zwölf Wahlmänner, so brauchte man bei der Wahl seines Nachfolgers schon ein vierzigköpfiges Wahlkollegium. Die Sorge der Familien, es könnte einer unter ihnen die Herrschaft an sich reißen und nach dem Muster anderer italienischer Städte eine Familiendynastie durchsetzen, führte zu einem komplizierten Verfahren, mit dem man Wahlmanipulationen ausschließen wollte. Das Wahlsystem selbst war eine Mischung aus Zufallsentscheid durch das Los und einer öffentlichen, freien und sorgfältig durchgearbeiteten Beratung und Beschlussfassung.
Wählbar waren Mitglieder des Großen Rates, von denen jeder eine Loskugel in einer Urne deponierte. Auf dem Markusplatz wurde ein etwa zehnjähriger Knabe (Ballottino) ausgesucht, der aus der Urne 30 Loskugeln zog.
- 30 Kugeln wurden durch Los auf 9 reduziert. Diese 9 wählten 40.
- 40 wurden durch Los auf 12 reduziert. Diese 12 wählten 25.
- 25 wurden durch Los auf 9 reduziert. Diese 9 wählten 45.
- 45 wurden durch Los auf 11 reduziert. Diese 11 wählten 41.
- Die 41 nominierten den Dogen zur Billigung durch die Versammlung (nach Frederic C. Lane.)

Das Quorum für die Wahl des Dogen war 25 Stimmen. Der Ballottino gehörte nach der Wahl zum Gefolge des Dogen.

### Rechte und Pflichten des Dogen

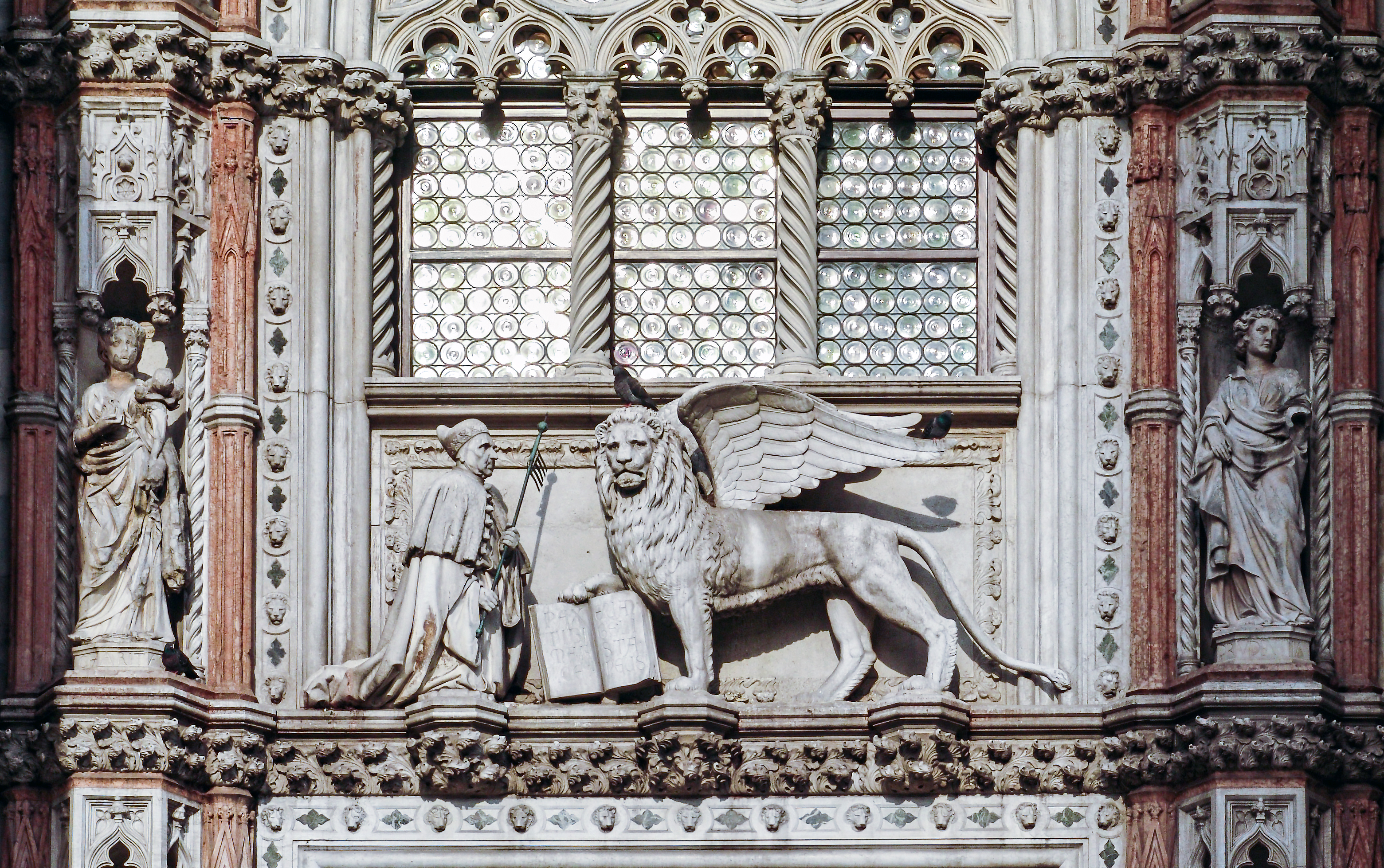
Der Doge Francesco Foscari, in der Hand das Markusbanner, kniet vor dem Markuslöwen, dem Symbol des Stadtpatrons San Marco, und gleichzeitig einer Personifikation der Republik Venedig

War der Doge in der Frühzeit der Republik ein unbeschränkter Herrscher, so setzte die Entmachtung des Dogen schon Anfang des 11. Jahrhunderts ein, Ende des 13. Jahrhunderts war er nur noch Repräsentant des Staates. Symbolisch für seine Stellung in der Republik sind die zahlreichen Dogenbilder in Venedig, die ihn auf den Knien vor dem Heiligen Markus darstellen. Im 14. Jahrhundert bezeichnete Petrarca den Dogen als Sklaven der Republik. Mit der Entmachtung einher ging die Steigerung der prunkvollen und märchenhaften Inszenierung von Amt und Amtsträger.
Der Doge wurde auf Lebenszeit gewählt, durfte die Wahl nicht ablehnen und nicht abdanken. Er konnte jederzeit durch Beschluss abgesetzt werden. Sein Wohn- und Regierungssitz war der Dogenpalast. Er hatte den Vorsitz in allen Verfassungsorganen der Republik, er konnte Anträge auf den Erlass von Gesetzen stellen. Als Oberhaupt des Staates war er der Oberbefehlshaber der Marine, über Krieg und Frieden entschied jedoch die serenissima signoria, bzw. der Große Rat.

### Die Promissione
Die promissione ducale war ein Eid, der die Amtsbefugnisse und Pflichten des Dogen beinhaltete. Alle Ge- und Verbote, die ihm auferlegt waren, wurden hier minutiös aufgelistet. Zur Ermahnung wurde ihm die promissione jedes Jahr vorgelesen, ab 1595 alle zwei Monate. Seit 1192, der ersten überlieferten venezianischen Wahlkapitulation, wurden die promissioni für jeden Dogen neu von einer eigens dazu eingesetzten Kommission, den Correttori alle promissione ducale, formuliert und praktisch immer weiter verschärft. Der Doge musste sie auszugsweise bei seiner Wahl zitieren, ihre Einhaltung beschwören und wurde erst danach gekrönt. Auf diese Weise reagierte man auf Freiräume, die sich jeder Doge trotz promissione zu verschaffen wusste.

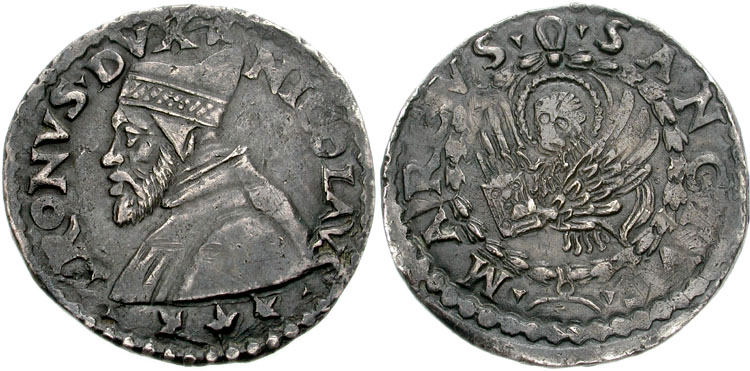
Der Tron, recto:Profil des Dogen Niccolò Tron

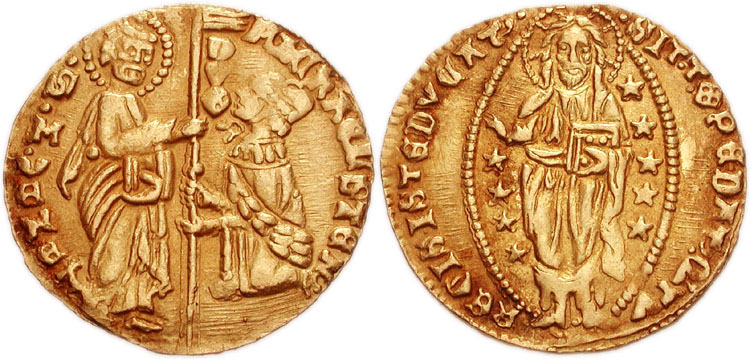
Dukat von 1400, recto: Der Doge Michele Steno kniet vor dem Hl. Markus

Entscheidungen durfte er nur mit Zustimmung der Dogenberater (consiglieri) treffen. Er durfte keine Volksversammlung einberufen, d. h., er konnte sich nicht in Konflikten mit seinen Räten die Parteinahme des Volkes sichern. Er durfte seit 1457 nicht allein Gespräche mit Fremden führen, seit 1545 keine an ihn gerichteten Briefe ohne Beisein eines Dogenberaters lesen. Er hatte sich auf eigene Kosten prunkvoll zu kleiden, während er auf Reisen die Kleidung eines venezianischen Patriziers anzulegen hatte. Wappen und Bilder des Dogen durften nur innerhalb des Dogenpalastes angebracht werden, was allerdings nicht immer konsequent eingehalten wurde. Verboten war es, Münzen mit dem Dogenporträt – nach dem Muster römischer Münzen – zu prägen. Der einmalige Versuch des Dogen Niccolò Tron mit der Prägung des Tron wurde niemals wiederholt. Auf Münzen hatte der Doge auf den Knien vor dem Markuslöwen dargestellt zu werden.
Nach seinem Tod wurden die Amtsgeschäfte des Dogen von einer Kommission (ab 1501 die dazu berufenen Inquisitori sul doge defunto) überprüft. Wurden Unregelmäßigkeiten oder gar unrechtmäßige Bereicherungen festgestellt, hatte die Familie für den Schaden, der der Republik entstanden war, aufzukommen.
Einschneidend waren die Regelungen von Rechten und Pflichten auch für das Leben der Dogaressa und der Dogenfamilie insgesamt, insbesondere für die Dogensöhne. Wie der Doge wurden sie scharf überwacht und man versuchte, sie mit Hilfe von Erlassen aus Schlüsselpositionen fernzuhalten. Seit 1659 waren sie auch von fast allen kirchlichen Ämtern ausgeschlossen. Sie durften ab 1229 weder Geschenke annehmen noch Geschenke machen, keine Töchter fremder Herrscher heiraten. Am 29. November 1342, erneut am 13. Mai 1523 wurde dem Dogen und der Dogaressa jegliche private Geschäftstätigkeit untersagt.
Trotz aller Einschränkungen ist der Einfluss des Dogen nicht zu unterschätzen. Auf Lebenszeit gewählt, bei allen Sitzungen anwesend, kannte er alle die hochrangigen und einflussreichen Personen, die im Speziellen venezianischen Rotationsverfahren immer wieder in jeweils wechselnde Ämter gelangten, und die die Politik der serenissima bestimmten und Kontinuität garantierten.

## Die Dogenberater
Unter dem Dogen Domenico Flabanico sind erstmals Dogenberater, genannt sapientes oder savi, später auch consiglieri oder preordinati genannt, urkundlich erwähnt. Sie wurden nicht vom Dogen ernannt, sondern von einem kommunalen Gremium gewählt, über das es keine frühen Quellen gibt. Sie waren vom Dogen unabhängig. Während der Auseinandersetzung zwischen der Kommune und den Dogen ab Mitte des 12. Jahrhunderts, gelang es den Savi, ihren Machtbereich kontinuierlich zu erweitern, bereits unter Jacopo Tiepolo mussten ihnen alle Urkunden und wichtigen Briefwechsel vorgelegt werden. Ab jetzt wurden jeweils sechs Dogenberater vom Großen Rat gewählt, die aus jeweils einem der sechs Sestieri stammten. Aus ihnen sowie dem Dogen selbst konstituierte sich der Kleine Rat, der so genannte Consiglio minore. Seit 1380 wurden sie auch savi grandi genannt zur Unterscheidung von der zunehmenden Zahl neu ernannter Savi, die für spezielle Aufgaben zuständig waren. Die Amtszeit war recht kurz, mit Beginn des Kleinen Rates als fester Einrichtung betrug sie zunächst zwölf, später achtzehn Monate. Eine Wiederwahl war erst in der übernächsten Wahlperiode möglich.

## Der Kleine Rat – Die Signoria
Der Entstehungszeitpunkt des consiglio minore, des Kleinen Rates, ist nicht genau zu datieren. Zunächst nur als Beratergremium für den Dogen tätig, entwickelte er sich bald zu einem mächtigen Staatsorgan. Seit 1462 wurde der Kleine Rat wie die Stadtregierungen anderer oberitalienischer Städte als signoria bezeichnet.
Wählbar waren Mitglieder des Großen Rates, die mindestens 25 Jahre, später 35 Jahre alt waren. Anfang des 18. Jahrhunderts wurde das Mindestalter mit 40 und das Höchstalter mit 60 Jahren festgelegt. Hauptfunktion der Signoria war – zusammen mit dem Dogen – die eines Staatsoberhaupts. Akte des Dogen waren nur mit gleichzeitiger Unterschrift von 4 bzw. 6 Mitgliedern der Signoria gültig. Gesetzestexte wurden mit dux et consiliariis unterzeichnet. Starb der Doge oder war er aus irgendeinem Grund an der Amtsführung verhindert, so übernahm die Signoria seine Aufgaben. Die Repräsentation der Republik nach außen übernahm dann der Vorsitzende.
Die Mitglieder der Signoria konnten jederzeit den Großen Rat einberufen und Gesetzesvorlagen einbringen, hatten das Recht, an allen Sitzungen aller Räte teilzunehmen, und entschieden über die Außenpolitik. Allerdings blieben die Kompetenzen der Signoria über die Jahrhunderte nicht konstant; vielmehr gelang es anderen Gremien wie dem Senat oder dem Kollegium immer wieder, ihre Kompetenzen zu Ungunsten der Signoria auszudehnen. Beweggrund war auch hier, eine gebündelte Machtfülle innerhalb eines Staatsorgans zu verhindern.
Die Dogenberater waren in ihrer Bewegungsfreiheit stark eingeschränkt. Nur jeweils einer, in Ausnahmefällen auch zwei, durften mit Zustimmung der übrigen die Stadt verlassen; vier Berater hatten immer in Venedig anwesend zu sein. Während ihrer Amtszeit durften sie keine Geschäftstätigkeit ausüben, keine Geschenke annehmen, sich keine finanziellen Vorteile verschaffen und mussten mit Eid versichern, unparteilich zu handeln. Kontrolliert wurde die Amtsführung der Signoria durch die Avogadori.

## Der Senat

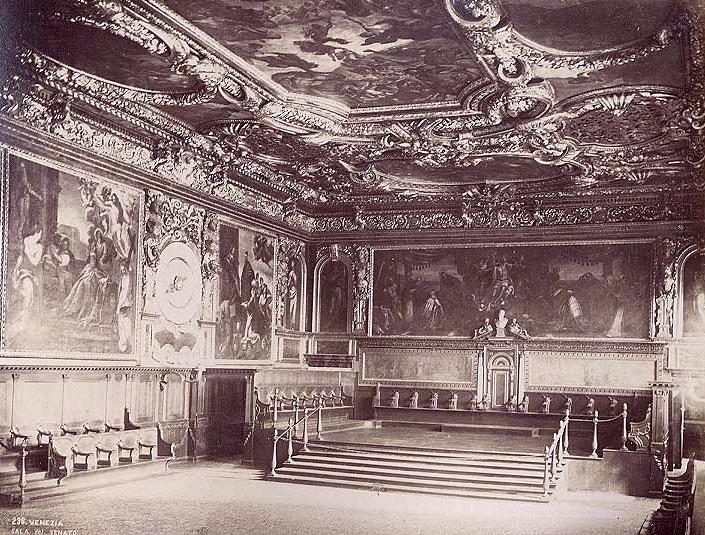
Saal des Senats, Foto Carlo Naya

In den dreißiger Jahren des 14. Jahrhunderts wählte der Große Rat einen Ausschuss, den Consiglio dei pregadi, an den in der Folge ein großer Teil seiner Aufgaben delegiert wurde. Obwohl dieser Name bis gegen Ende der Republik noch gebräuchlich war, setzte sich der Begriff Senat für dieses Gremium durch. Offenbar bildete der Senat in seinen Anfängen mit dem Rat der Vierzig (quarantia) ein gemeinsames Organ, in der Regierungspraxis entwickelten sich jedoch zwei eigene Räte mit eigenen Aufgaben und Rechten: Die Quarantia wurde ein Oberster Gerichtshof, der Senat übernahm in der Praxis die Aufgaben des Großen Rates, er legte die Grundzüge der Innen- und Außenpolitik fest, war in ausgewählten Bereichen gesetzgebendes Organ, oberstes Verwaltungsorgan und Verwaltungsgerichtshof.

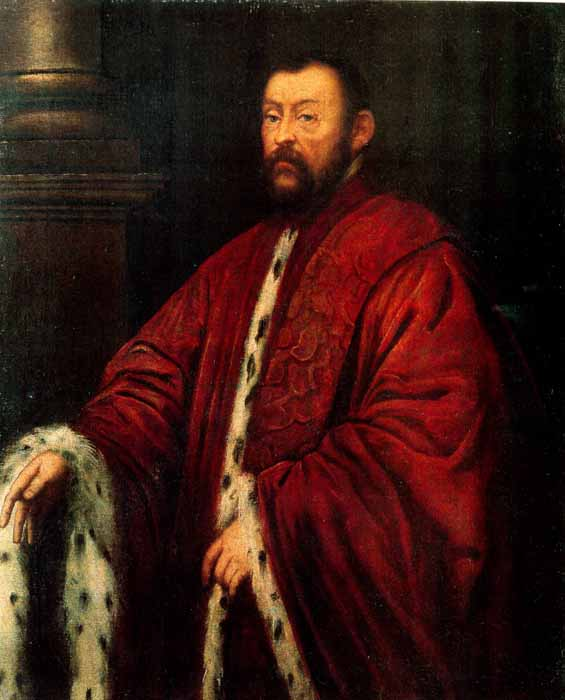
Tintoretto: Marcantonio Barbaro, Senator der Republik Venedig, 1593

Nur Mitglieder des Großen Rates, die sich in anderen Staatsämtern bewährt hatten, konnten Senatoren werden. Präsidium des Senates waren die Dogenberater und der Doge.
Die Anzahl der Senatoren wechselte häufig im Laufe der venezianischen Geschichte, ebenso die Zahl der Ausschüsse und der Leiter von Unterbehörden, die dem Senat von Amts wegen angehörten. Im 16. Jahrhundert umfasste der Senat um die 300 Personen. Anders als in den übrigen Räten verfestigte sich beim Senat der Brauch, Senatoren nach einer Wahlperiode in ihrem Amt zu belassen, Senatoren konnten also durchaus über Jahre in ihren Ämtern verbleiben. Allerdings gab es immer wieder Beschränkungen der Anzahl derjenigen, die aus der gleichen Familie stammten.
Seit dem 15. Jahrhundert war der Senat praktisch das Oberste Verwaltungsorgan der Republik. Während der Große Rat weiterhin für die Gesetzgebung im Allgemeinen zuständig war, konnte der Senat Verwaltungsvorschriften und Normen für die einzelnen Behörden erlassen. Er überwachte das Geld- und Finanzwesen der Republik, wichtige Wirtschaftsbereiche, wie die Salzgewinnung, überwachte die Verwaltung und die Befestigung der Terraferma. Weitere Aufgaben waren die Oberaufsicht über das Militär und die Bestellung der wichtigsten militärischen Kommandanten, die Aufsicht über Wasserversorgung und das Gesundheitswesen der Stadt. Bei Bedarf wurden für bestimmte Probleme dreiköpfige Ausschüsse, Collegio genannt, eingerichtet.
Senatoren konnten beliebig oft wiedergewählt werden, bildeten dadurch ein Element der Konstanz in der Außenpolitik der Republik. Konstante in der Geschichte des Senats ist allerdings ebenfalls seine Veränderlichkeit und zwar in Bezug auf die Anzahl der Mitglieder, die Zugangsberechtigung, die Kompetenzen und auf die Zunahme und das Schwinden seiner Macht und seines Einfluss.

## Das Kollegium

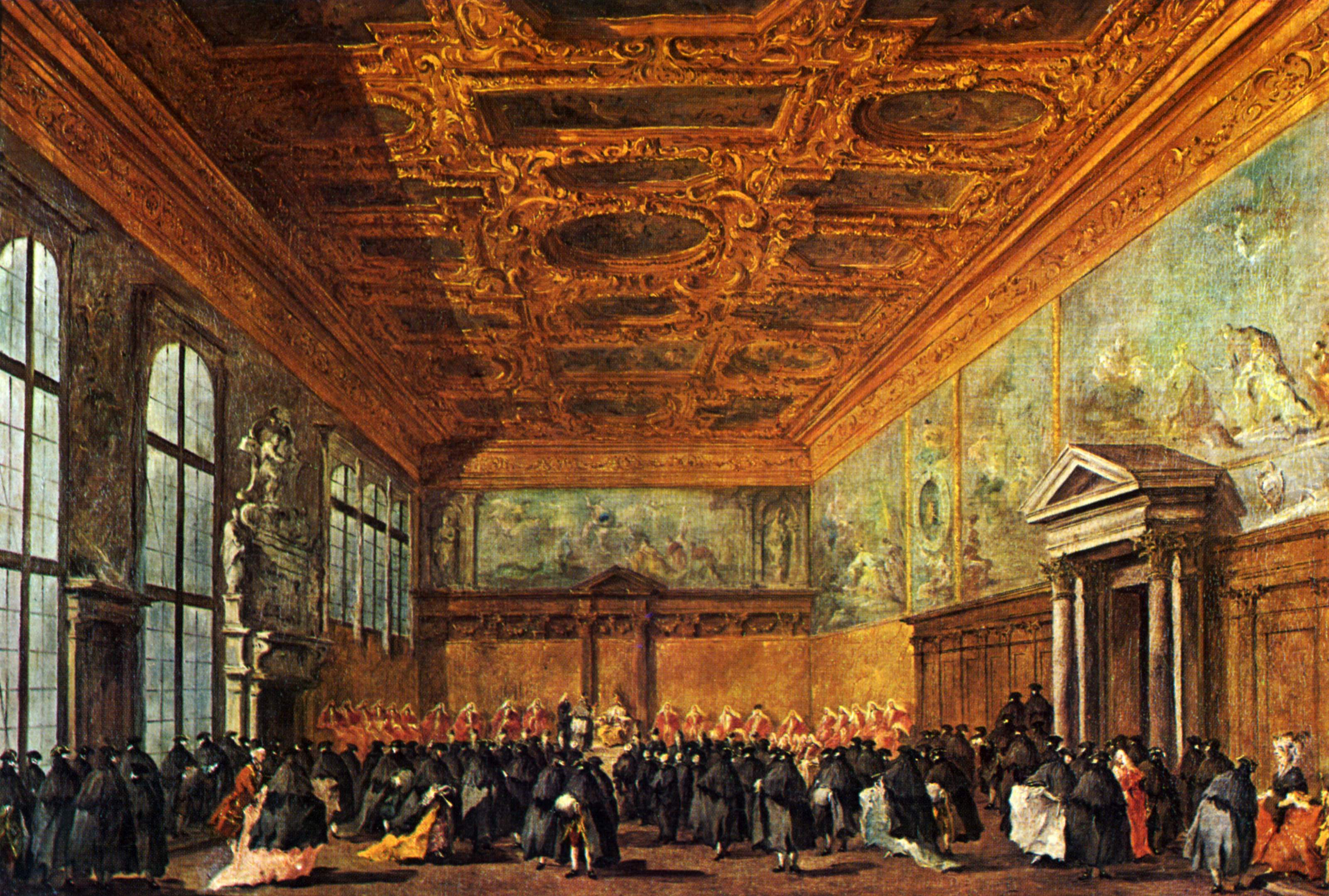
Francesco Guardi: Sala del Collegio im Dogenpalast, 1770/75

Das Collegio dei Savi, der Rat der Weisen (eigentlich waren es Experten), zusammen mit weiteren zentralen Kollegien auch Pien Collegio genannt, formierte sich aus Anfängen, die wohl ins 12. Jahrhundert zurückreichen, in seiner dauerhaften Form um 1380. Es war eine Art Kabinett, das die Sitzungen und Erlasse des Großen Rates vorbereitete. Die Mitglieder wurden zunächst nur bei Bedarf und für kurze Zeit gewählt, um den Senat bei akuten Problemen zu entlasten. Sie bildeten einen Teil des besagten Gesamtkollegiums, das aus dem Dogen, seinen sechs Dogenräten, den Häuptern der Quarantia (der Vierzig), bestand, der Signoria. Diese Gruppe saß den entscheidenden großen Gremien vor und bildete gleichsam die Regierung.
Die Fünf savi agli ordini, auch savi grandi genannt, waren, vom Senat gewählt, mit weitreichenden Kompetenzen ausgestattet und für den Stato da Mar zuständig. Die savi wechselten sich wöchentlich im Vorsitz ab. Im 15. Jahrhundert wurde ihre Zahl auf 6 Mitglieder erhöht. 1420 wurden endgültig zu den fünf savi grandi noch fünf Savi di Terraferma bestimmt, die für alle Angelegenheiten des ab 1405 eroberten venezianischen Festlandes, die Terraferma, zuständig waren.
Die Kompetenzen der savi überschnitten sich allerdings mit anderen für die Flotte und die Kolonien zuständigen Behörden. Die Wahlperiode war kurz, betrug in Ausnahmen bis zu zwölf Monaten. Eine Wiederwahl war erst in der übernächsten Wahlperiode möglich. Ständiges Mitglied des jetzt elfköpfigen Kollegiums war der Doge.

## Der Rat der Vierzig
Die erste Quarantia wurde 1179 vom Großen Rat gewählt. Der Rat hatte die Funktion eines obersten Gerichtshofs. In seinen Anfängen war er vor allem mit der Schlichtung von Machtkämpfen innerhalb des Großen Rates befasst. Die erste weitreichende politische Leistung war die Verabschiedung der serrata.
Die Wahlperiode betrug ein Jahr, eine Wiederwahl war möglich. Das Mindestalter betrug 25 Jahre. Gewählt wurden in der Regel nur Kandidaten, die bereits wichtige Staatsämter bekleidet hatten. Obwohl der Rat ein Organ der Jurisdiktion war, waren seine Mitglieder weiterhin im Großen Rat stimmberechtigt, also auch Teil der Legislative; auch in diesem Gremium war die Trennung zwischen den Gewalten fließend. Weitere Aufgabe des Rates war die Überwachung der Zecca und der Staatsfinanzen.
Die Gerichtssitzungen fanden in der Anwesenheit des Dogen und der Dogenberater statt. Diese durften jedoch nur mit Genehmigung der Quarantia das Wort ergreifen.
Mit Beginn des 14. Jahrhunderts hatte sich die Funktion der Quarantia als Berufungsgericht in Zivil- und in Strafsachen eingespielt. Entscheidungen der Quarantia waren endgültig, nur Todesurteile mussten durch die Signoria und den Dogen bestätigt werden. Wegen der Zunahme von Rechtsfällen gegen Ende des 15. Jahrhunderts wurde das Gericht auf drei Abteilungen erweitert: Die Quarantia criminal, deren Vorsitzende gleichzeitig Mitglieder der Signoria blieben, wurden ergänzt durch zwei weitere, weniger einflussreiche Räte der Vierzig, die Quarantia civil vecchia und die Quarantia civil nuova, die für Zivilsachen zuständig waren. Auch diese Gerichte wurden in der Folge wegen Überlastung um weitere Spezialabteilungen und untere Instanzen für Bagatellfälle ergänzt.

## Der Rat der Zehn
Der Consiglio dei dieci, eine Staatsschutz- und Polizeibehörde, wurde aus Anlass der Verschwörung des Baiamonte Tiepolo von 1310 und für die folgenden Gerichtsverfahren gegen die Verschwörer eingerichtet. Wie andere venezianische Räte sollte das Gremium nur eine zeitlich befristete Einrichtung sein, wurde dann mehrmals verlängert, allerdings mit wechselnden Kompetenzen und Aufgaben. 1335 wurde er nach Bestätigung durch den Großen Rat zu einer ständigen Einrichtung. Seine Aufgaben waren nicht genau festgelegt. Folglich gab es während seines gesamten Bestehens immer die Tendenz, Rechte auszudehnen, während von anderen Gremien Kompetenzen beschnitten, entzogen oder verlagert wurden, d. h., die Geschichte des Rates ist gekennzeichnet durch beständige Kämpfe um die Abgrenzung und Zuteilung von Kompetenzen der einzelnen Räte.

### Mitglieder
Die ordentlichen Mitglieder des Rates wurden vom Großen Rat gewählt. Das Mindestalter war 40 Jahre, die Amtsdauer ein Jahr, Wiederwahl erst im übernächsten Jahr möglich. Nur jeweils ein Angehöriger einer Familie konnte Mitglied sein. Das Amt war ein unbezahltes Ehrenamt, die Mitglieder wurden während ihrer Amtszeit zu einem zurückgezogenen Leben angehalten und zu absolutem Stillschweigen verpflichtet.
Der Rat selbst hatte zwanzig Mitglieder: Zu den zehn ordentlichen kamen der Doge und die sechs Dogenberater sowie die drei capi der Quarantia criminal. Die Sitzungen fanden ab Mitte des 16. Jahrhunderts in der Sala del Consiglio dei Dieci statt und zwar je nach Fall am Tag, in der Nacht, öffentlich oder geheim. Die Amtskleidung der Räte war Schwarz, im Gegensatz zu dem üblichen Rot oder Scharlach der übrigen Räte. Um die Unabhängigkeit des Rates zu wahren, gab es eine eigene Kasse (fondi segreti), aus der z. B. die Spitzel bezahlt wurden, die von einem camerlengo verwaltet und von zwei Kassenprüfern kontrolliert wurde.
Bei Bedarf wurde dem Rat eine Zonta mit jeweils wechselnder Mitgliederzahl beigegeben, die ab 1529 zu einer ständigen Einrichtung wurde.
Unterstützt wurde der Rat durch sechs Mitarbeiter (Fanti dei Cai), die die Verhandlungen vorbereiteten und die Angeklagten dem Gerichtshof vorführten und durch vier Sekretäre. Eine Militäreskorte garantierte den Schutz der Mitglieder.

### Aufgaben
Aufgabe des Rates war es, die Sicherheit und Freiheit der Bürger vor Übergriffen politischer Gewalttäter zu gewährleisten und die Wohlfahrt des Staates zu sichern. So schützte der Rat die Bürger Venedigs vor Übergriffen einzelner Nobili, seine Hauptaufgabe war jedoch, die Herrschaft einer Familie oder eines Einzelnen zu verhindern und den inneren Zusammenhalt der Herrschaftsschicht zu wahren.
Wegen seiner geringen Mitgliederzahl und der Fülle seiner Kompetenzen wurde der Rat die mächtigste Institution Venedigs, regierte in der Praxis die Republik, trat also in Konkurrenz zum Großen Rat und zum Senat, die sich in ihren Rechten bedroht fühlten. 1458 wurden die Kompetenzen der Zehn durch Beschluss des Großen Rates neu festgelegt. Zuständig war er für politische Verbrechen (Hochverrat, Verschwörung, Spionage u.ä), für Verbrechen der Adeligen, für Geldfälscherei, für Anklagen wegen Homosexualität, für die Aufsicht über die Dogenkanzlei und die Bruderschaften sowie für die Ausländer in Venedig, insbesondere für die Botschafter fremder Staaten. Außerdem führten die Zehn Geheimverhandlungen mit auswärtigen Mächten, z. B. beim Erwerb von Zypern und in Fragen existenzieller äußerer Bedrohung.

### Die Staatsinquisitoren
Die venezianische Staatsinquisition geht auf den Aufstand des Baiamonte Tiepolo im Jahre 1310 zurück. Zur Durchführung des Verfahrens gegen die Verschwörer war ein zehnköpfiges Richterkollegium gewählt worden sowie zwei Inquisitoren, die die Funktion von Untersuchungsrichtern hatten. Ab 1320 wurden die Inquisitoren aus dem Kreis der ehemaligen Vorsitzenden des Rates der Zehn gewählt. Eingesetzt wurden sie von Fall zu Fall, sie waren nicht mit besonderen Befugnissen ausgestattet.
Erst im Zuge der wachsenden Bedrohung der Republik durch das Osmanische Reich im 16. Jahrhundert, als der Republik bei Friedensverhandlungen mit den Osmanen durch Geheimnisverrat venezianischer Regierungsbeamter, bei dem wahrscheinlich auch Senatoren beteiligt waren, Schaden zugefügt worden war, wurde das Amt der Inquisitori di Stato aufgewertet.
Von den Venezianern i tre babì, die drei Schreckgespenster, genannt wurde dieses Organ der dieci zu einer der mächtigsten und am meisten gefürchteten Behörden der Republik überhaupt. Das Gremium bestand aus zwei vom Rat der Zehn in geheimer Abstimmung gewählten Mitgliedern und einem Dogenberater. Anders als im Falle der übrigen Verfassungsorgane, sind die Quellen über die Verfahren der Inquisitoren spärlich. Tätig wurden sie im Fällen von Hochverrat, Verrat von Staatsgeheimnissen, Spionage, Beleidigung der Regierung, und sie gingen verdächtigen Kontakten zu Ausländern nach. Ab 1583 unterhielten sie bezahlte Spitzel, die gelegentlich sogar Staatspensionen erhielten. Auch eine Kronzeugenregelung scheint praktiziert worden zu sein, indem Verrätern Immunität gewährt wurde. Seit 1584 hatte sie das Recht zu foltern, sie konnten Körperstrafen verfügen, ab 1605 konnten sie die Todesstrafe verhängen.
Mitte des 17. Jahrhunderts, als die Republik nur noch ein schwacher Abglanz der ehemals so strahlenden serenissima
war, nahmen die sich häufenden Straf- und Verfolgungsmaßnahmen der Zehn und ihrer Inquisitoren fast paranoide Züge an, und der Begriff staatsgefährdende Handlung wurde bis ins Endlose ausgedehnt. Die Gefahr eines Missbrauchs ihrer Rechtsfülle wurde auf die in Venedig übliche Weise minimiert, indem die Amtszeit auf maximal ein Jahr beschränkt blieb, alle Beschlüsse, Urteile und Maßnahmen nur einstimmig beschlossen werden konnten und ehemalige Mitglieder danach ohne weiteres als Angeklagte vor Gericht zitiert werden konnten.
Die Behörde der Staatsinquisitoren existierte bis zum Ende der Republik.

## Die Avvogardori di Commun
Die Hauptaufgabe dieser Behörde war es, darüber zu wachen, dass die Gesetze von den einzelnen Organen und Amtsinhabern eingehalten wurden. Die avvogadori konnten gegen jede Entscheidung eines Staatsorgans, auch des Dogen oder des Rates der Zehn, Einspruch erheben. Sie überwachten den Zugang zum Großen Rat und führten Listen der Zugangsberechtigten. Sie hatten Zutritt zu allen Sitzungen der staatlichen Gremien, ein Vorschlags-, aber kein Stimmrecht.
Der Ursprung dieser Behörde geht bis ins 12. Jahrhundert zurück. Eingesetzt wurde sie zunächst bei Streitigkeiten zwischen einzelnen Bürgern und der Finanzbehörde der Republik. Im Falle ungesetzlicher Bereicherung durch einen Bürger konnte sie Anklage erheben, hatte hier also Aufgaben ähnlich der Steuerfahndung. Im 14. Jahrhundert wurde ihre Zuständigkeit ausgedehnt, und sie übernahm die Funktion eines Generalstaatsanwalts. Die Avvogadori hatten außerdem die Funktion von Kassenprüfern der Verwaltung, sie versiegelten die Steuerkassen und zogen die vom Rat der Zehn verhängten Geldstrafen ein.
Die Anzahl der Avvogadori pendelte sich im Laufe der Zeit bei drei ein. Bei Bedarf konnten aber weitere, außerordentliche avvogadori hinzugewählt werden.

## Die Prokuratoren

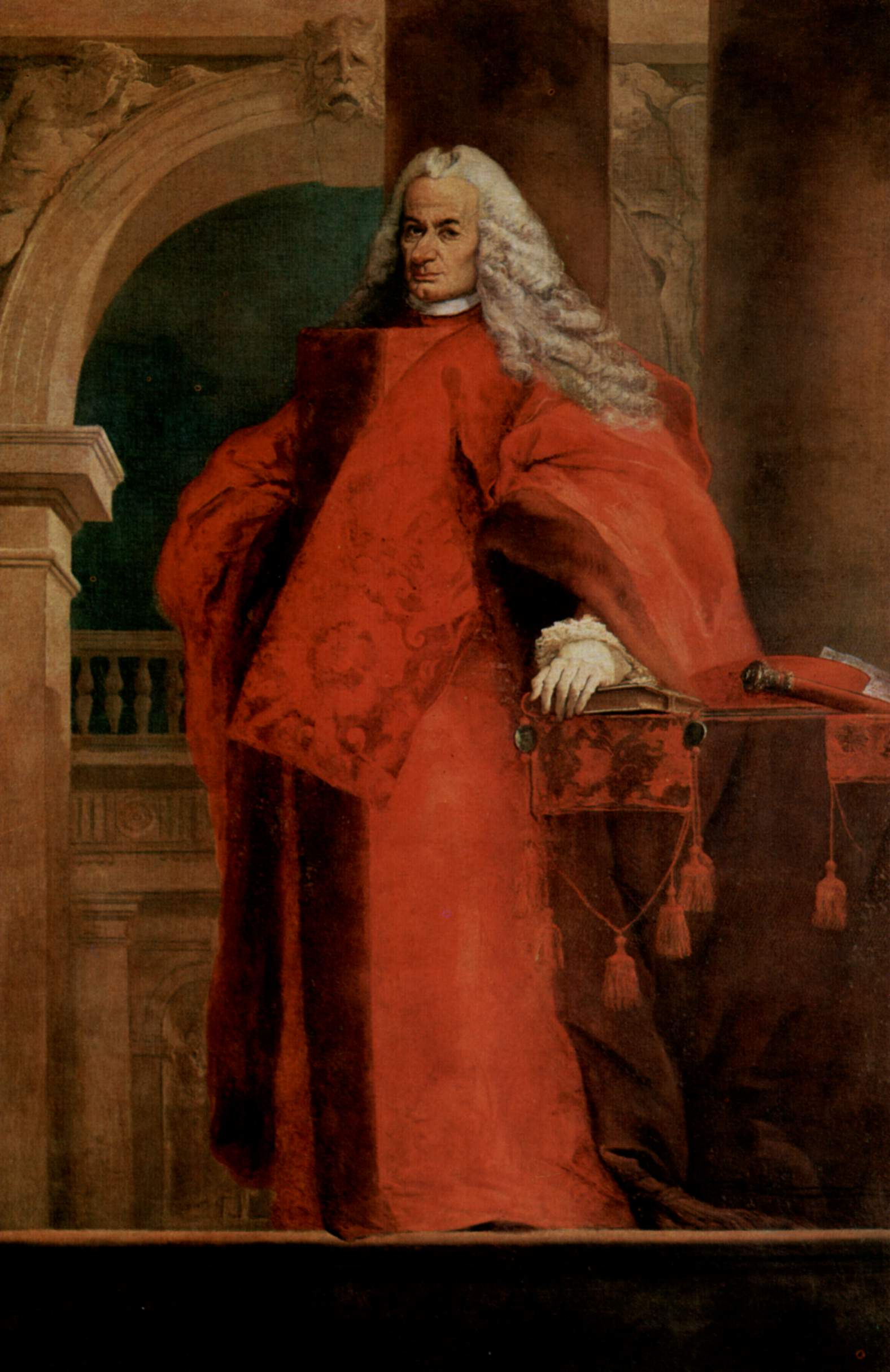
Tiepolo: Prokurator von San Marco

Der Anlass zur Schaffung des Prokuratorenamtes war der Wunsch des Dogen Domenico I. Contarini nach Entlastung bei Finanzierung, Bau und weiteren Ausgestaltung des Markusdoms. Unter Jacopo Tiepolo und Renier Zen wurde ihre Zahl auf drei erhöht, unter Francesco Foscari endgültig auf neun. Drei der Prokuratoren, die procuratori di sopra waren für San Marco, den Campanile und für die Verwaltung des Vermögens von San Marco zuständig. Für die drei Stadtteile diesseits des Canal Grande waren die procuratori di ultra, für die drei übrigen die procuratori di citra zuständig. Ein Teil ihrer Tätigkeit umfasste die Vormundschaft und Vermögensverwaltung für Witwen und Waisen und die Vormundschaft für Geisteskranke sowie Testamentsvollstreckungen. Ihren Amtssitz hatten sie in den Prokuratien. Aus der Vermietung der dort vorhandenen Wohnungen und Büroräume und den Einkünften aus Transportgebühren aus dem Levantehandel flossen ihnen reiche Einnahmen zu.
Alle Prokuratoren hatten ein großes Privatvermögen. Das Amt selbst war ein reines Ehrenamt, finanzielle Großzügigkeit wurde jedoch erwartet. Es war ein Repräsentationsamt, es galt auf Lebenszeit und war mit keinerlei Machtbefugnissen ausgestattet. Allerdings war es mit großem Prestige verbunden und wurde als Sprungbrett zum Dogenamt angesehen. Zwischen 1070 und 1650 waren von 74 Dogen allein 40 Prokuratoren.

## Die Dogenkanzlei
Die erste Dogenkanzlei wurde Anfang des 13. Jahrhunderts eingerichtet, den ersten Großkanzler gab es 1268. Der Großkanzler war der Verwaltungsleiter der Republik. Als einziger hoher Beamter entstammte er dem Bürgertum. Er wurde vom Großen Rat auf Lebenszeit gewählt, nahm an allen Sitzungen der politischen Organe teil, war also über alle Details der Innen- und Außenpolitik informiert, kannte alle Staatsgeheimnisse, hatte aber weder Rede- noch Stimmrecht. Durch die Wahl auf Lebenszeit wurde die Kontinuität der venezianischen Verwaltung garantiert. Zwischen 1297 und dem Ende der Republik 1797 gab es nur 45 Großkanzler. Um auch hier Konzentration von Macht und Einfluss in einer Familie zu verhindern, durften in der Regel nicht zwei aufeinanderfolgende Kanzler aus derselben Familie stammen. Auch die übrigen hohen Beamten in den Abteilungen der Dogenkanzlei entstammten dem Bürgertum und hatten lange, oft lebenslange Amtszeit. Die Kanzlei bereitete die Gesetzestexte vor, überprüfte, ob die anstehenden Erlasse den geltenden Gesetzen entsprachen, führte und archivierte die Akten. Mitglieder der Dogenkanzlei begleiteten gelegentlich als Berater und Fachleute die Diplomaten bei Auslandsmissionen.
Die Kanzlei war die einzige offizielle Institution, durch die das Bürgertum an der Macht beteiligt war.

## Bewertung in Geschichte und Gegenwart
Die Verfassungsordnung der Republik Venedig wurde in ihrer Geschichte immer wieder von Staatstheoretikern und Staatsreformern wegen des inneren Friedens innerhalb der Republik und der einzigartigen Stabilität des Staates im zersplitterten und durch Machtkämpfe gebeutelten Italien bewundert.
Geprägt von einem zutiefst pessimistischen Menschenbild, der Gewissheit der den Menschen immanenten Kräften von Destruktion und Selbstzerstörung, und erfüllt von Misstrauen gegenüber allen Inhabern von Macht, sollte durch ein ausgeklügeltes System der Machtverteilung und der Machtkontrolle Dauerhaftigkeit und innerer Frieden erreicht werden. Die in der Aufklärung geborene Idee des Fortschritts und der Verbesserungsfähigkeit des Menschen durch Bildung und Erziehung war den Venezianern fremd.
Die ungleiche Teilnahme der Bürger an der Macht entsprach einem Verständnis der grundsätzlichen und unbefragten Ungleichheit der Menschen überhaupt. Allerdings wurde auch den von der Macht ausgeschlossenen ein hohes Maß an Freiräumen zugestanden und Übergriffe von Staatsorganen geahndet. Voraussetzung dieser Freiheiten war, dass sie nicht zur Zerstörung des Staatssystems missbraucht wurden, Folge dieser Freiheiten war ein wirtschaftliches Gedeihen weiter Kreise der Bevölkerung und eine nur selten in Frage gestellte Identifikation der Bürger mit ihrem Staat.
Stabilität und der Jahrhunderte bestehende Rang der kleinen Inselrepublik im Konzert der europäischen Mächte ist erreicht worden durch ein fein abgestimmtes Gleichgewicht zwischen den beteiligten Kräften, die Zuteilung von wirklicher Macht immer nur auf kurze Zeit und die rigorose Verhinderung persönlicher Macht bei einem Einzelnen. Gleichzeitig wurde von jedem an der Ausübung der Macht Beteiligten ein hoher und ausschließlicher Einsatz aller persönlichen, finanziellen und zeitlichen Ressourcen zum Wohl der Republik verlangt.
Kretschmayr zieht folgendes Fazit: Es galt, dürfte man sagen, in dieser Verfassung die Regellosigkeit. Was der Erhaltung des Staates dient, verkündete der Senat, ist jeglichem Gesetz vorzuziehen.
Machiavelli, ein überzeugter Anhänger der Republik als Staatsform, verglich sie mit Rom. In Rom regierte das Volk, beriet der Senat, die Konsuln führten aus. In Venedig regiert der Rat, berät der Senat, die Signorie führt aus. Girolamo Savonarola sah bei seinen Bestrebungen, eine republikanische Verfassung in Florenz einzuführen, in Venedig ein Vorbild. Das höchste Glück für Florenz sei es, wenn sie sich zur Weisheit jener [Venedigs] erheben würde. Venedig selbst machte im 16. Jahrhundert seine Staatsform – erfolgreich – zum Objekt von Kult und Propaganda. Volker Reinhardt, ein Historiker unserer Zeit, schreibt, dass die Anziehungskraft Alt-Venedigs immer dann sich zeigt, „wenn sich Fortschritt als Grenzüberschreitung zur Inhumanität herausstellt oder andere Modelle der Staatlichkeit ausgedient zu haben scheinen.“